# Франциск Сільвій
Франци́ск Сі́львій (нід. Franciscus de le Boë Sylvius, лат. Franciscus Sylvius; 15 березня 1614, Ганау, Німеччина — 15 листопада 1672, Лейден, Нідерланди) — голландський лікар, фізіолог, анатом і хімік, якого вважають одним з засновників так званої «ятрохімічної» школи медицини, що вважала, що всі явища життя і хвороб базуються на хімічних реакціях. Його роздуми допомогли зрушити медицину з містичної теорії на раціональне застосування універсальних законів фізики і хімії.
Сільвій заснував свою медичну систему на відкритті кровообігу англійським анатомом Вільямом Гарвеєм і тримав її в межах загальної структури гуморальних теорій грецький лікаря Клавдія Галена, Сільвій відчував, що найголовніші процеси нормального і патологічного стану відбуваються в крові і що хвороби потрібно пояснювати і розглядати з позиції хімії. Визнаючи існування солей у живій речовині, Сільвій стверджував, що вони є результатом взаємодії кислот і основ; тому, він постулював, що хімічна нестійкість відбувається через надлишок кислот (ацидоз) чи надлишку основ (лугів) (алкалоз) у крові і винайшов ліки, що нейтралізували це.
У 1650 році на основі ялівцевої настоянки Сільвій створив женевер. Цей міцний алкогольний напій він рекомендував як лікувальний засіб, але часом женевер перетворився на голландський національний напій.
1671 року опублікував свою основну працю «Praxeos medicae idea nova» (Нові ідеї медичної практики).
Професор медицини в Лейденському Університеті (1658—72), Сільвій був одним із найвидатніших викладачів Європи.